# Mount Queen Elizabeth
Mount Queen Elizabeth är ett berg i Kanada.   Det ligger i provinsen Alberta, i den centrala delen av landet, 3 000 km väster om huvudstaden Ottawa. Toppen på Mount Queen Elizabeth är 2 846 meter över havet.
Terrängen runt Mount Queen Elizabeth är bergig åt sydväst, men åt nordost är den kuperad.Trakten runt Mount Queen Elizabeth är nära nog obefolkad, med mindre än två invånare per kvadratkilometer.. Det finns inga samhällen i närheten. 
Trakten runt Mount Queen Elizabeth består i huvudsak av gräsmarker.